# 厚厣玉螺
厚厣玉螺（学名：Natica crassoperculata），是异足目玉螺科玉螺属的一种。主要分布于中国大陆，常栖息在潮下带。